# Odette Myrtil
Odette Myrtil, pseudonimo di Odette Laure Clotilde Quignarde (Parigi, 28 giugno 1898 – Doylestown, 18 novembre 1978), è stata un'attrice, cantante e violinista statunitense.
Iniziò la sua carriera come violinista sul palco di Vaudeville a Parigi all'età di 14 anni. Passò alla recitazione e al canto e ottenne il suo primo grande successo all'età di 18 anni sul palcoscenico a Londra nella rivista musicale  The Bing Boys Are Here (1916). Apparve regolarmente in produzioni di Broadway dal 1924 al 1932, dopodiché tornò periodicamente a Broadway solo nel 1960. Recitò anche sui palcoscenici di Chicago, Londra, Los Angeles e Parigi, più volte durante la sua carriera.
Dal 1923 al 1972 apparve come attrice in un totale di 28 film, la maggior parte dei quali prodotti tra la metà degli anni '30 e la metà degli anni '50. Recitò spesso sfruttando le sue doti di cantante. Fece solamente un'apparizione in televisione durante la sua carriera, nel programma televisivo Studio One (1953), nell'episodio intitolato The Paris Feeling. Fu anche costumista per nove film dal 1944 al 1950.

## Vita e carriera
Odette Myrtil nacque Odette Laure Clotilde Quignarde, anche se alcune fonti citano Belža come il suo cognome alla nascita, a Parigi. Figlia di due attori teatrali,  studiò violino in un collegio a Bruxelles, in Belgio, e iniziò a suonare lo strumento in modo professionale all'età di 13 anni.
Nel 1915, a 16 anni, giunse negli Stati Uniti per unirsi alle Ziegfeld Follies a Broadway come una delle ragazze di Ziegfeld.
L'anno seguente ebbe un grande successo a Londra nello spettacolo del West End The Bing Boys Are Here. Negli anni seguenti apparve con successo sul palcoscenico a Londra e in produzioni di vaudeville nelle principali città europee.
Nel 1923 tornò a New York come intrattenitrice di vaudeville al Palace Theatre dove ebbe il suo primo grande successo in America. Divenne u a celebrità della scena teatrale a New York nei primi anni '30, apparendo spesso in musical di Broadway in cui faceva sfoggio della sua abilità sia come cantante che violinista. Ottenne un particolare trionfo come Odette nel musical del 1931 di Jerome Kern The Cat and the Fiddle. Tornerà a Broadway nel 1960 con un ultimo spettacolo di Harold Arlen e la Saratoga di Johnny Mercer. Nei primi anni '50 interpretò per diverso tempo Bloody Mary in South Pacific di Rodgers e Hammerstein, subentrando nel ruolo a Juanita Hall.
Dopo il 1935 si dedicò anche al cinema, pur non lasciando mai il palcoscenico. Ebbe una carriera abbastanza prolifica come attrice cinematografica, recitando in un totale di 25 film dal 1936 al 1952. In precedenza, era apparsa solo come ballerina nel film Squibs M.P. (1923). Il suo primo ruolo da protagonista fu quello di Renée De Penable in Dodsworth (1936).
Tra gli altri film a cui partecipò, da ricordare  Kitty Foyle, ragazza innamorata (1940), Fuori dalla nebbia (1941), Musica sulle nuvole (1942), Ribalta di gloria (1942), Ritrovarsi (1942), Tre giorni di gloria (1944), Appassionatamente (1946), Dopo Waterloo (1949), e come Madame Darville in L'altro uomo (1951) di Alfred Hitchcock. Cantò la canzone del titolo nel film L'ultima volta che vidi Parigi (1954) e fece la sua ultima apparizione nel film Hot Pants Holiday (1972).

## Carriera post-recitazione
Myrtil visse a New Hope, in Pennsylvania, durante la maggior parte della sua vita. Dal 1955 al 1958 gestì The Playhouse Inn, situato accanto al Bucks County Playhouse . Dal 1961 al 1976 gestì il ristorante Chez Odette di New Hope, che in seguito divenne Odette's Restaurant.
Si sposò due volte: per otto anni con l'attore vaudeville Robert Adams e in seguito con il regista e produttore Stanley Logan. Morì nella vicina Doylestown, in Pennsylvania, nel 1978, all'età di 80 anni.

## Filmografia
- Infedeltà (Dodsworth), regia di William Wyler (1936)
- Suez, regia di Allan Dwan (1938)
- Kitty Foyle, ragazza innamorata (Kitty Foyle), regia di Sam Wood (1940)
- Fuori dalla nebbia (Out of the Fog), regia di Anatole Litvak (1941)
- Non tradirmi con me (Two-Faced Woman), regia di George Cukor (1941)
- La grande fiamma (Reunion in France), regia di Jules Dassin (1942)
- The Pied Piper, regia di Irving Pichel (1942)
- Ribalta di gloria (Yankee Doodle Dandy), regia di Michael Curtiz (1942)
- Musica sulle nuvole (I Married an Angel), regia di W. S. Van Dyke (1942)
- Ritrovarsi (The Palm Beach Story), regia di Preston Sturges (1942)
- Per sempre e un giorno ancora (Forever and a Day), regia di Edmund Goulding (1943)
- Il segreto del golfo (Assignment in Brittany), regia di Jack Conway (1943)
- La parata delle stelle (Thousands Cheer), regia di George Sidney (1943)
- Acque scure (Dark Waters), regia di André De Toth (1944)
- Tre giorni di gloria (Uncertain Glory), regia di Raoul Walsh (1944)
- Il gigante di Boston (The Great John L.), regia di Frank Tuttle (1945)
- Rapsodia in blu (Rhapsody in Blue), regia di Irving Rapper (1945)
- Appassionatamente (Devotion), regia di Curtis Bernhardt (1946)
- Dopo Waterloo (The Fighting Kentuckian), regia di George Waggner (1949)
- L'altro uomo (Strangers on a Train), regia di Alfred Hitchcock (1951)
- È arrivato lo sposo (Here Comes the Groom), regia di Frank Capra (1951)
- Adultera senza peccato (Lady Possessed), regia di Roy Kellino e William Spier (1952)
- L'ultima volta che vidi Parigi (The Last Time I Saw Paris), regia di Richard Brooks (1954)
- Hot Pants Holiday, regia di Edward Mann (1971)